# Gjiri i Drinit
Gjiri i Drinit är en vik i Albanien. Den ligger i den norra delen av landet, 50 km norr om huvudstaden Tirana.
Trakten runt Gjiri i Drinit består till största delen av jordbruksmark.  Runt Gjiri i Drinit är det ganska tätbefolkat, med 144 invånare per kvadratkilometer.